# Municipio de Ohio (condado de Sedgwick)
El municipio de Ohio (en inglés: Ohio Township) es un municipio ubicado en el condado de Sedgwick en el estado estadounidense de Kansas. En el año 2010 tenía una población de 1980 habitantes y una densidad poblacional de 21,2 personas por km².

## Geografía
El municipio de Ohio se encuentra ubicado en las coordenadas 37°31′27″N 97°25′25″O / 37.52417, -97.42361. Según la Oficina del Censo de los Estados Unidos, el municipio tiene una superficie total de 93.42 km², de la cual 93,21 km² corresponden a tierra firme y (0,22 %) 0,21 km² es agua.

## Demografía
Según el censo de 2010, había 1980 personas residiendo en el municipio de Ohio. La densidad de población era de 21,2 hab./km². De los 1980 habitantes, el municipio de Ohio estaba compuesto por el 92,07 % blancos, el 0,45 % eran afroamericanos, el 1,57 % eran amerindios, el 0,91 % eran asiáticos, el 2,58 % eran de otras razas y el 2,42 % eran de una mezcla de razas. Del total de la población el 5,3 % eran hispanos o latinos de cualquier raza.